# Tyler Stone
Tyler Stone (Memphis, Tennessee, 8 de septiembre de 1991) es un baloncestista estadounidense que pertenece a la plantilla del Bnei Herzliya de la Ligat ha'Al israelí. Con 2,03 metros de estatura, juega en la posición de ala-pívot.

## Trayectoria deportiva

### Universidad
Jugó una temporada con los Tigers de la Universidad de Misuri, en la que apenas contó con minutos de juego, promediando 2,2 puntos por partido. Fue entonces transferido a los Southeast Missouri State de la Universidad Estatal del Sudeste de Misuri, donde, tras una temporada en blanco debido a las normas de la NCAA, jugó tres temporadas más, en las que promedió 15,1 puntos, 7,5 rebotes y 1,2 tapones por partido. En 2012 fue elegido debutante del año e incluido en el segundo mejor quinteto de la Ohio Valley Conference, algo esto último que repitió al año siguiente, apareciento finalmente en el mejor quinteto en 2014.

### Profesional
Tras no ser elegido en el Draft de la NBA de 2014, jugó con los Indiana Pacers las Ligas de Verano de la NBA, donde en cuatro partidos promedió 4,7 puntos y 2,7 rebotes. El 9 de julio de ese año firmó contrato con el Beşiktaş turco, pero antes del comienzo de la temporada fue cedido al Denizli Basket de la Türkiye Basketbol 2. Ligi, la segunda división turca. Allí jugó toda la temporada, promediando 14,5 puntos y 7,6 rebotes por partido.
Tras jugar las ligas de verano con los Minnesota Timberwolves la temporada siguiente, en julio de 2015 fichó por el Maccabi Rishon LeZion israelí, pero fue cortado sin debutar, fichando en octubre por el Rethymno Cretan Kings de la A1 Ethniki griega, donde acabó la temporada promediando 12,7 puntos y 6,1 rebotes por partido.
Al año siguiente se marchó a la B.League japonesa, fichando por el Chiba Jets, donde jugó una temporada en la que promedió 17,9 puntos y 7,2 rebotes por partido. En agosto de 2017 fichó por el Hapoel Gilboa Galil israelí, pero tras siete partidos dejó el equipo para regresar a la liga japonesa de la mano del Shimane Susanoo Magic.
El 13 de agosto de 2021, firma por el JL Bourg Basket de la Pro A francesa.
El 7 de septiembre de 2021, firma por el BCM Gravelines-Dunkerque de la Pro A francesa.
El 6 de agosto de 2022 firmó por el CS Rapid București de la Liga Națională rumana.